# Venezia Football Club 2024-2025
Questa voce raccoglie le informazioni riguardanti il Venezia Football Club nelle competizioni ufficiali della stagione 2024-2025.

## Stagione
Tornati in massima serie dopo due anni, i lagunari scelgono come nuovo allenatore Eusebio Di Francesco, reduce dalla deludente stagione al Frosinone. Nel precampionato il capitano Pohjanpalo è costretto a saltare le prime giornate per un infortunio.
Già al momento della prima sosta nazionali, i leoni alati si ritrovano ultimi con un punto conquistato rocambolescamente a Firenze, assieme all'altro neopromosso Como. I lagunari trovano la prima vittoria alla 5ª giornata battendo 2-0 il Genoa al Penzo, ma le due successive sconfitte esterne con Roma e Verona (entrambe arrivate nonostante il vantaggio iniziale veneziano) fanno sì che gli arancioneroverdi alla seconda sosta nazionali si ritrovino ultimi a quota 4 punti assieme al Monza.
La sconfitta interna contro l'Atalanta conferma l'ultima posizione in classifica degli arancioneroverdi, ma successivamente il pari esterno contro il Monza e, soprattutto, l'entusiasmante successo in rimonta contro l'Udinese per 3-2 (doppietta su rigore di capitan Pohjanpalo) portano punti pesanti in chiave salvezza. Prima della terza sosta nazionali, però, il Venezia ritorna nel baratro subendo due ko di fila (con l'Inter al Meazza e con il Parma in casa, subendo un'altra rimonta stagionale) e ricacciato all'ultimo posto in graduatoria.
Le successive sconfitte con il Lecce e Bologna, oltre a confermare l'ultima posizione in classifica, mettono in pericolo la panchina di mister Di Francesco, che però ottiene la fiducia della società arancioneroverde. Il Venezia ritorna a fare punti pareggiando sia con Como che con la Juventus e ritorna al successo battendo poi il Cagliari (e lasciando ultimo il Monza in classifica). Dopo la sconfitta di misura al Maradona contro il Napoli, il pareggio interno contro l'Empoli apre il 2025 e chiude il girone d'andata dei lagunari al penultimo posto in graduatoria.
Gli arancioneroverdi iniziano il girone di ritorno con la sconfitta di misura casalinga contro l'Inter, per poi pareggiare 
i due scontri-salvezza con il Parma e il Verona, prima della sconfitta esterna contro l'Udinese che conferma una mesta penultima posizione in classifica. Intanto nel mercato invernale il capitano Joel Pohjanpalo viene ceduto al Palermo.
Successivamente arrivano altre due sconfitte per i lagunari, rispettivamente contro la Roma in casa e contro il Genoa al Ferraris; dopo quest'ultima, la panchina di mister Di Francesco è di nuovo a rischio rendendo chiave la partita dopo contro la Lazio. Il Venezia la pareggia, come riesce a impattare anche le seguenti tre difficili partite contro Atalanta, Como e Napoli. All'ultima pausa legata alle nazionali, gli arancioneroverdi continuano a tenere la penultima posizione in classifica davanti al solo Monza, ma distano cinque punti dalla quota salvezza del quartultimo posto occupata da Parma e Lecce.
Dopo la sconfitta interna con il Bologna, i lagunari pareggiano al Via del mare contro il Lecce tornando al gol segnato su azione dopo ben 8 giornate. Alla 32ª giornata vengono ottenuti tre punti fondamentali grazie al successo sul Monza con la decisiva rete segnata da Daniel Fila (una vittoria per il Venezia che mancava dalla 17ª giornata). Dopo il pareggio al Castellani contro l'Empoli per 2-2, arriva il ko interno contro il Milan, ma il Venezia ritorna a fare punti pareggiando col Torino in trasferta. Alla 36ª e terzultima giornata gli arancioneroverdi sconfiggono al Penzo la Fiorentina per 2-1 con le reti veneziane di Fali Candé e Oristanio e, con il pareggio del Lecce al Bentegodi contro il Verona, ritornano al 17° posto, ossia in zona salvezza, quando mancano solo due giornate alla fine e ancora due retrocessioni da assegnare: Venezia 29, Lecce ed Empoli 28.
Purtroppo, però, il Venezia subisce una netta sconfitta per 3-0 contro il Cagliari all'Unipol Domus alla 37ª giornata, venendo scavalcato dalle due concorrenti per la salvezza Lecce e Empoli. Alla 38ª e ultima giornata di campionato, con la sconfitta interna contro la Juventus si concretizza l'amara retrocessione in Serie B dopo un solo anno di Serie A per gli arancioneroverdi.

## Divise e sponsor
Dopo la fine del contratto con Kappa, il 12 agosto la società annuncia un accordo con Nocta, brand di proprietà della Nike creato dal rapper canadese Drake, mentre il main sponsor è Cynar Spritz.
| Casa | Trasferta | Terza divisa |

## Organigramma societario
- Presidente: Duncan Niederauer
- Direttore sportivo e Direttore Generale: Filippo Antonelli
- Direttore tecnico: Cristian Molinaro
- Direttore Commerciale: Gianluca Santaniello
- Membro del consiglio: Iván Córdoba
- Membro del consiglio: John Goldman
- Membro del consiglio: Ricky Nardis
- Membro del consiglio: Andrea Rogg
- Membro del consiglio: John Tapinis

Area tecnica
- Allenatore: Eusebio Di Francesco
- Vice Allenatore: Pierluigi Iervese
- Assistente tecnico: Nicola Caccia
- Preparatore Portieri: Catello Senatore
- Preparatore atletico: Massimo Neri
- Preparatore atletico: Andrea Disderi
- Capo Match Analyst: Stefano Romano
- Match Analyst: Alessio Chiarin
- Match Analyst: Davide Lamberti

## Rosa
Rosa e numerazione aggiornata al 5 febbraio 2025.
| N. |                          | Ruolo | Calciatore                 |
| -- | ------------------------ | ----- | -------------------------- |
| 1  | Finlandia (bandiera)     | P     | Jesse Joronen              |
| 2  | Guinea-Bissau (bandiera) | D     | Fali Candé                 |
| 4  | Indonesia (bandiera)     | D     | Jay Idzes (capitano)       |
| 5  | Suriname (bandiera)      | D     | Ridgeciano Haps            |
| 6  | Stati Uniti (bandiera)   | C     | Gianluca Busio             |
| 7  | Italia (bandiera)        | D     | Francesco Zampano          |
| 9  | Danimarca (bandiera)     | A     | Christian Gytkjær          |
| 10 | Ecuador (bandiera)       | A     | John Yeboah                |
| 11 | Italia (bandiera)        | C     | Gaetano Oristanio          |
| 12 | Brasile (bandiera)       | P     | Bruno Bertinato            |
| 14 | Italia (bandiera)        | C     | Hans Nicolussi Caviglia    |
| 15 | Italia (bandiera)        | D     | Giorgio Altare             |
| 16 | Italia (bandiera)        | D     | Alessandro Marcandalli     |
| 17 | Guinea (bandiera)        | C     | Cheick Condé               |
| 18 | Rep. Ceca (bandiera)     | A     | Daniel Fila                |
| 19 | Islanda (bandiera)       | C     | Bjarki Steinn Bjarkason    |
| 20 | Finlandia (bandiera)     | A     | Joel Pohjanpalo (capitano) |
| 21 | Belgio (bandiera)        | D     | Richie Sagrado             |
| 22 | Slovenia (bandiera)      | C     | Domen Črnigoj              |

| N. |                      | Ruolo | Calciatore              |
| -- | -------------------- | ----- | ----------------------- |
| 23 | Italia (bandiera)    | P     | Matteo Grandi           |
| 24 | Italia (bandiera)    | C     | Alessio Zerbin          |
| 25 | Belgio (bandiera)    | D     | Joël Schingtienne       |
| 27 | Italia (bandiera)    | D     | Antonio Candela         |
| 28 | Romania (bandiera)   | P     | Ionuț Radu              |
| 30 | Austria (bandiera)   | D     | Michael Svoboda         |
| 32 | Ghana (bandiera)     | C     | Alfred Duncan           |
| 33 | Croazia (bandiera)   | D     | Marin Šverko            |
| 35 | Serbia (bandiera)    | P     | Filip Stanković         |
| 38 | Danimarca (bandiera) | C     | Magnus Kofod Andersen   |
| 45 | Italia (bandiera)    | A     | Antonio Raimondo        |
| 65 | Italia (bandiera)    | D     | Zaccaria Rioda          |
| 71 | Spagna (bandiera)    | C     | Kike Pérez              |
| 77 | Islanda (bandiera)   | C     | Mikael Egill Ellertsson |
| 79 | Argentina (bandiera) | D     | Franco Carboni          |
| 80 | Marocco (bandiera)   | C     | Saad El Haddad          |
| 97 | Italia (bandiera)    | C     | Issa Doumbia            |
| 99 | Croazia (bandiera)   | A     | Mirko Marić             |

## Calciomercato

### Sessione estiva(dal 1/7 al 1/9)
| Acquisti         | Acquisti                | Acquisti          | Acquisti                   |  |
| R.               | Nome                    | da                | Modalità                   |  |
| ---------------- | ----------------------- | ----------------- | -------------------------- |  |
| P                | Alessandro Plizzari     | Pescara           | definitivo                 |  |
| P                | Filip Stanković         | Inter             | prestito                   |  |
| D                | Richie Sagrado          | OH Lovanio        | definitivo (2 milioni €)   |  |
| D                | Lorenzo Lucchesi        | Fiorentina        | prestito                   |  |
| D                | Joël Schingtienne       | OH Lovanio        | definitivo (3 milioni €)   |  |
| D                | Franco Carboni          | Inter             | prestito                   |  |
| C                | Alfred Duncan           | Fiorentina        | svincolato                 |  |
| C                | Issa Doumbia            | AlbinoLeffe       | definitivo (1 milione €)   |  |
| C                | Hans Nicolussi Caviglia | Juventus          | prestito                   |  |
| C                | Gaetano Oristanio       | Inter             | definitivo (5 milioni €)   |  |
| A                | John Yeboah             | Raków Częstochowa | definitivo (2,5 milioni €) |  |
| A                | Antonio Raimondo        | Bologna           | prestito                   |  |
| A                | Simone Ascione          | Victoria Marra    | definitivo                 |  |
| A                | Daishawn Redan          | Triestina         | fine prestito              |  |
| Altre operazioni |                         |                   |                            |  |
| R.               | Nome                    | da                | Modalità                   |  |
| P                | Filippo Neri            | Vis Pesaro        | fine prestito              |  |
| D                | Ridgeciano Haps         | Genoa             | fine prestito              |  |
| D                | Afonso Peixoto          | Vis Pesaro        | fine prestito              |  |
| C                | Mickaël Cuisance        | Osnabrück         | fine prestito              |  |
| C                | Domen Črnigoj           | Reggiana          | fine prestito              |  |
| C                | Luca Fiordilino         | Feralpisalò       | fine prestito              |  |
| C                | Lorenzo Da Pozzo        | Vis Pesaro        | fine prestito              |  |
| C                | Damiano Pecile          | Vis Pesaro        | fine prestito              |  |
| A                | Daishawn Redan          | Triestina         | fine prestito              |  |
| A                | Andrija Novakovich      | Lecco             | fine prestito              |  |
| A                | Óttar Magnús Karlsson   | Vis Pesaro        | fine prestito              |  |
| A                | Jack de Vries           | Vis Pesaro        | fine prestito              |  |
| A                | Babacar Diop            | Vis Pesaro        | fine prestito              |  |

| Cessioni         | Cessioni              | Cessioni          | Cessioni                   |
| R.               | Nome                  | a                 | Modalità                   |
| ---------------- | --------------------- | ----------------- | -------------------------- |
| P                | Alessandro Plizzari   | Pescara           | prestito                   |
| D                | Ali Dembélé           | Torino            | fine prestito              |
| D                | Maximilian Ullmann    |                   | svincolato                 |
| D                | Marco Modolo          |                   | ritiro                     |
| C                | Tanner Tessmann       | Olympique Lione   | definitivo (6 milioni €)   |
| C                | Mato Jajalo           |                   | rescissione                |
| A                | Denis Čeryšev         |                   | svincolato                 |
| A                | Marco Olivieri        | Juventus Next Gen | fine prestito              |
| A                | Andrija Novakovich    | Bari              | prestito                   |
| A                | Nicholas Pierini      | Sassuolo          | definitivo                 |
| Altre operazioni |                       |                   |                            |
| R.               | Nome                  | a                 | Modalità                   |
| C                | Mickaël Cuisance      | Hertha Berlino    | definitivo (0,3 milioni €) |
| D                | Alfonso Peixoto       | Vis Pesaro        | prestito                   |
| D                | Lorenzo Busato        | Vis Pesaro        | prestito                   |
| D                | Lorenzo Lucchesi      | Reggiana          | prestito                   |
| C                | Lorenzo Da Pozzo      | Pianese           | prestito                   |
| C                | Damiano Pecile        |                   | svincolato                 |
| C                | Simone Ascione        | Foggia            | prestito                   |
| C                | Nunzio Lella          | Bari              | prestito                   |
| A                | Óttar Magnús Karlsson | Spal              | definitivo                 |
| A                | Daishawn Redan        | Avellino          | definitivo                 |

### Sessione invernale(dal 2/1 al 1/2)
| Acquisti         | Acquisti                | Acquisti        | Acquisti      |
| R.               | Nome                    | da              | Modalità      |
| ---------------- | ----------------------- | --------------- | ------------- |
| P                | Ionuț Radu              | Inter           | definitivo    |
| D                | Fali Candé              | Metz            | prestito      |
| D                | Giovanni Di Renzo       | Latina          | definitivo    |
| D                | Alessandro Marcandalli  | Genoa           | prestito      |
| C                | Cheick Condé            | Zurigo          | definitivo    |
| C                | Mikael Egill Ellertsson | Genoa           | prestito      |
| C                | Kike Pérez              | Real Valladolid | definitivo    |
| C                | Alessio Zerbin          | Napoli          | prestito      |
| A                | Daniel Fila             | Slavia Praga    | definitivo    |
| A                | Mirko Marić             | Monza           | prestito      |
| Altre operazioni |                         |                 |               |
| R.               | Nome                    | da              | Modalità      |
| D                | Lorenzo Busato          | Vis Pesaro      | fine prestito |
| C                | Simone Ascione          | Foggia          | fine prestito |

| Cessioni         | Cessioni                | Cessioni        | Cessioni                   |
| R.               | Nome                    | a               | Modalità                   |
| ---------------- | ----------------------- | --------------- | -------------------------- |
| P                | Bruno Bertinato         | Portuguesa      | definitivo                 |
| P                | Filippo Neri            | Campobasso      | prestito                   |
| D                | Giorgio Altare          | Sampdoria       | prestito                   |
| D                | Lorenzo Busato          | Ravenna         | prestito                   |
| D                | Antonio Candela         | Real Valladolid | prestito                   |
| D                | Giovanni Di Renzo       | Vis Pesaro      | prestito                   |
| C                | Magnus Kofod Andersen   | Sparta Praga    | definitivo (200 mila €)    |
| C                | Mikael Egill Ellertsson | Genoa           | definitivo                 |
| C                | Luca Fiordilino         | Triestina       | definitivo                 |
| A                | Hilmir Rafn Mikaelsson  | Viking          | definitivo                 |
| A                | Joel Pohjanpalo         | Palermo         | definitivo (5,5 milioni €) |
| Altre operazioni |                         |                 |                            |
| R.               | Nome                    | a               | Modalità                   |
| A                | Antonio Raimondo        | Bologna         | fine prestito              |

## Risultati

### Serie A

#### Girone di andata
| Arbitro: | Tremolada (Monza) |

|                                                       |           |             |
| Castellanos 11’ Zaccagni 43’ (rig.) Altare 81’ (aut.) | Marcatori | 3’ Andersen |

| Firenze 25 agosto 2024, ore 18:30 CEST 2ª giornata | Fiorentina      | 0 – 0 referto | Venezia | Stadio Artemio Franchi (18.915 spett.)\| Arbitro: \| Sozza (Seregno) \| |
| Arbitro:                                           | Sozza (Seregno) |               |         |                                                                         |

| Arbitro: | Marcenaro (Genova) |

|  |           |          |
|  | Marcatori | 86’ Coco |

| Arbitro: | Di Marco (Ciampino) |

|                                                               |           |  |
| Hernández 2’ Fofana 16’ Pulisic 25’ (rig.) Abraham 29’ (rig.) | Marcatori |  |

| Arbitro: | Marchetti (Ostia Lido) |

|                          |           |  |
| Busio 63’ Pohjanpalo 85’ | Marcatori |  |

| Arbitro: | Abisso (Palermo) |

|                           |           |                |
| Cristante 75’ Pisilli 83’ | Marcatori | 44’ Pohjanpalo |

| Arbitro: | Guida (Torre Annunziata) |

|                                 |           |              |
| Tengstedt 9’ Joronen 81’ (aut.) | Marcatori | 3’ Oristanio |

| Arbitro: | Zufferli (Udine) |

|  |           |                        |
|  | Marcatori | 7’ Pašalić 47’ Retegui |

| Arbitro: | Rapuano (Rimini) |

|                             |           |                            |
| Kyriakopoulos 23’ Đurić 44’ | Marcatori | 15’ Ellertsson 39’ Svoboda |

| Arbitro: | Massa (Imperia) |

|                                                          |           |                      |
| Pohjanpalo 41’ (rig.), 86’ (rig.) Nicolussi Caviglia 56’ | Marcatori | 19’ Lovrić 25’ Bravo |

| Arbitro: | Ferrieri Caputi (Livorno) |

|                 |           |  |
| L. Martínez 65’ | Marcatori |  |

| Arbitro: | Chiffi (Padova) |

|                       |           |                      |
| Nicolussi Caviglia 5’ | Marcatori | 17’ Valeri 68’ Bonny |

| Arbitro: | Pairetto (Nichelino) |

|  |           |           |
|  | Marcatori | 70’ Dorgu |

| Arbitro: | Massimi (Termoli) |

|                                           |           |  |
| Ndoye 21’ (rig.), 71’ Orsolini 69’ (rig.) | Marcatori |  |

| Arbitro: | Doveri (Roma 1) |

|                                      |           |                                |
| Nicolussi Caviglia 16’ Oristanio 69’ | Marcatori | 49’ (aut.) Candela 56’ Belotti |

| Arbitro: | Giua (Olbia) |

|                                 |           |                          |
| Gatti 19’ Vlahović 90+5’ (rig.) | Marcatori | 61’ Ellertsson 83’ Idzes |

| Arbitro: | Guida (Torre Annunziata) |

|                        |           |               |
| Zampano 38’ Šverko 67’ | Marcatori | 76’ Pavoletti |

| Arbitro: | Cosso (Reggio Calabria) |

|               |           |  |
| Raspadori 79’ | Marcatori |  |

| Arbitro: | Sacchi (Macerata) |

|               |           |                  |
| Pohjanpalo 5’ | Marcatori | 32’ Se. Esposito |

#### Girone di ritorno
| Arbitro: | Piccinini (Forlì) |

|  |           |             |
|  | Marcatori | 16’ Darmian |

| Arbitro: | Fourneau (Roma 1) |

|                    |           |                       |
| Hernani 56’ (rig.) | Marcatori | 20’ (rig.) Pohjanpalo |

| Arbitro: | Manganiello (Pinerolo) |

|            |           |                |
| Zerbin 28’ | Marcatori | 76’ Tchatchoua |

| Arbitro: | Mariani (Aprilia) |

|                                |           |                                    |
| Lucca 47’ Lovrić 52’ Bravo 84’ | Marcatori | 64’ Nicolussi Caviglia 78’ Gytkjær |

| Arbitro: | Zufferli (Udine) |

|  |           |                   |
|  | Marcatori | 57’ (rig.) Dybala |

| Arbitro: | Marinelli (Tivoli) |

|                          |           |  |
| Pinamonti 82’ Cornet 86’ | Marcatori |  |

| Venezia 22 febbraio 2025, ore 15:00 CET 26ª giornata | Venezia                | 0 – 0 referto | Lazio | Stadio Pierluigi Penzo (8.796 spett.)\| Arbitro: \| Marchetti (Ostia Lido) \| |
| Arbitro:                                             | Marchetti (Ostia Lido) |               |       |                                                                               |

| Bergamo 1° marzo 2025, ore 15:00 CET 27ª giornata | Atalanta         | 0 – 0 referto | Venezia | Gewiss Stadium (21.991 spett.)\| Arbitro: \| Collu (Cagliari) \| |
| Arbitro:                                          | Collu (Cagliari) |               |         |                                                                  |

| Arbitro: | Ayroldi (Molfetta) |

|           |           |                      |
| Ikoné 49’ | Marcatori | 90+5’ (rig.) Gytkjær |

| Venezia 16 marzo 2025, ore 12:30 CET 29ª giornata | Venezia           | 0 – 0 referto | Napoli | Stadio Pierluigi Penzo (11.939 spett.)\| Arbitro: \| Mariani (Aprilia) \| |
| Arbitro:                                          | Mariani (Aprilia) |               |        |                                                                           |

| Arbitro: | Di Bello (Brindisi) |

|  |           |              |
|  | Marcatori | 49’ Orsolini |

| Arbitro: | Piccinini (Forlì) |

|                 |           |                  |
| Baschirotto 65’ | Marcatori | 50’ (aut.) Gallo |

| Arbitro: | Maresca (Napoli) |

|          |           |  |
| Fila 72’ | Marcatori |  |

| Arbitro: | Massa (Imperia) |

|                         |           |                      |
| Fazzini 59’ Anjorin 87’ | Marcatori | 68’ Yeboah 85’ Busio |

| Arbitro: | Manganiello (Pinerolo) |

|  |           |                          |
|  | Marcatori | 5’ Pulisic 90+6’ Giménez |

| Arbitro: | Sozza (Seregno) |

|                   |           |                |
| Vlašić 77’ (rig.) | Marcatori | 36’ Kike Pérez |

| Arbitro: | Marchetti (Ostia Lido) |

|                         |           |                |
| Candé 60’ Oristanio 68’ | Marcatori | 77’ Mandragora |

| Arbitro: | Pairetto (Nichelino) |

|                                 |           |  |
| Mina 11’ Piccoli 41’ Deiola 71’ | Marcatori |  |

| Arbitro: | Colombo (Como) |

|                  |           |                                                |
| Fila 2’ Haps 55’ | Marcatori | 25’ Yildiz 31’ Kolo Muani 73’ (rig.) Locatelli |

### Coppa Italia

#### Turni eliminatori
| Arbitro: | Ferrieri Caputi (Livorno) |

|                             |           |           |
| Borrelli 14’ Olzer 46’, 82’ | Marcatori | 89’ Idzes |

## Statistiche

### Statistiche di squadra
Aggiornate al 25 maggio 2025
| Competizione | Punti | In casa | In casa | In casa | In casa | In casa | In casa | In trasferta | In trasferta | In trasferta | In trasferta | In trasferta | In trasferta | In campo neutro | In campo neutro | In campo neutro | In campo neutro | In campo neutro | In campo neutro | Totale | Totale | Totale | Totale | Totale | Totale | DR  |
| Competizione | Punti | G       | V       | N       | P       | Gf      | Gs      | G            | V            | N            | P            | Gf           | Gs           | G               | V               | N               | P               | Gf              | Gs              | G      | V      | N      | P      | Gf     | Gs     | DR  |
| ------------ | ----- | ------- | ------- | ------- | ------- | ------- | ------- | ------------ | ------------ | ------------ | ------------ | ------------ | ------------ | --------------- | --------------- | --------------- | --------------- | --------------- | --------------- | ------ | ------ | ------ | ------ | ------ | ------ | --- |
| Serie A      | 29    | 19      | 5       | 5       | 9       | 17      | 22      | 19           | 0            | 9            | 10           | 15           | 34           | 0               | 0               | 0               | 0               | 0               | 0               | 38     | 5      | 14     | 19     | 32     | 56     | -24 |
| Coppa Italia | -     | 0       | 0       | 0       | 0       | 0       | 0       | 1            | 0            | 0            | 1            | 1            | 3            | 0               | 0               | 0               | 0               | 0               | 0               | 1      | 0      | 0      | 1      | 1      | 3      | -2  |
| Totale       | -     | 19      | 5       | 5       | 9       | 17      | 22      | 20           | 0            | 9            | 11           | 16           | 37           | 0               | 0               | 0               | 0               | 0               | 0               | 39     | 5      | 14     | 20     | 33     | 59     | -26 |

### Andamento in campionato
| Giornata  | 1  | 2  | 3  | 4  | 5  | 6  | 7  | 8  | 9  | 10 | 11 | 12 | 13 | 14 | 15 | 16 | 17 | 18 | 19 | 20 | 21 | 22 | 23 | 24 | 25 | 26 | 27 | 28 | 29 | 30 | 31 | 32 | 33 | 34 | 35 | 36 | 37 | 38 |
| --------- | -- | -- | -- | -- | -- | -- | -- | -- | -- | -- | -- | -- | -- | -- | -- | -- | -- | -- | -- | -- | -- | -- | -- | -- | -- | -- | -- | -- | -- | -- | -- | -- | -- | -- | -- | -- | -- | -- |
| Luogo     | T  | T  | C  | T  | C  | T  | T  | C  | T  | C  | T  | C  | C  | T  | C  | T  | C  | T  | C  | C  | T  | C  | T  | C  | T  | C  | T  | T  | C  | C  | T  | C  | T  | C  | T  | C  | T  | C  |
| Risultato | P  | N  | P  | P  | V  | P  | P  | P  | N  | V  | P  | P  | P  | P  | N  | N  | V  | P  | N  | P  | N  | N  | P  | P  | P  | N  | N  | N  | N  | P  | N  | V  | N  | P  | N  | V  | P  | P  |
| Posizione | 17 | 17 | 19 | 20 | 18 | 19 | 20 | 20 | 19 | 18 | 19 | 20 | 20 | 20 | 20 | 20 | 19 | 19 | 19 | 19 | 19 | 19 | 19 | 19 | 19 | 19 | 19 | 19 | 19 | 19 | 19 | 18 | 18 | 18 | 18 | 17 | 19 | 19 |

Legenda:

Luogo: C = Casa; T = Trasferta. Risultato: V = Vittoria; N = Pareggio; P = Sconfitta.

### Statistiche dei giocatori
Aggiornata al 25 maggio 2025
Sono in corsivo i calciatori che hanno lasciato la società a stagione in corso.
| Giocatore             | Serie A  | Serie A | Serie A     | Serie A    | Coppa Italia | Coppa Italia | Coppa Italia | Coppa Italia | Totale   | Totale | Totale      | Totale     |
| Giocatore             | Presenze | Reti    | Ammonizioni | Espulsioni | Presenze     | Reti         | Ammonizioni  | Espulsioni   | Presenze | Reti   | Ammonizioni | Espulsioni |
| --------------------- | -------- | ------- | ----------- | ---------- | ------------ | ------------ | ------------ | ------------ | -------- | ------ | ----------- | ---------- |
| G. Altare             | 12       | 0       | 2           | 0          | 0            | 0            | 0            | 0            | 12       | 0      | 2           | 0          |
| M. K. Andersen        | 14       | 1       | 1           | 0          | 1            | 0            | 0            | 0            | 15       | 1      | 1           | 0          |
| B. Bjarkason          | 9        | 0       | 2           | 0          | 0            | 0            | 0            | 0            | 9        | 0      | 2           | 0          |
| G. Busio              | 33       | 2       | 4           | 0          | 0            | 0            | 0            | 0            | 33       | 2      | 4           | 0          |
| F. Candé              | 17       | 1       | 4           | 0          | 0            | 0            | 0            | 0            | 17       | 1      | 4           | 0          |
| A. Candela            | 14       | 0       | 2           | 0          | 1            | 0            | 0            | 0            | 15       | 0      | 2           | 0          |
| F. Carboni            | 8        | 0       | 2           | 0          | 0            | 0            | 0            | 0            | 8        | 0      | 2           | 0          |
| C. Condé              | 9        | 0       | 2           | 0          | 0            | 0            | 0            | 0            | 9        | 0      | 2           | 0          |
| D. Črnigoj            | 8        | 0       | 0           | 0          | 1            | 0            | 0            | 0            | 9        | 0      | 0           | 0          |
| I. Doumbia            | 24       | 0       | 0           | 0          | 1            | 0            | 0            | 0            | 25       | 0      | 0           | 0          |
| A. Duncan             | 16       | 0       | 2           | 0          | 1            | 0            | 0            | 0            | 17       | 0      | 2           | 0          |
| M. Ellertsson         | 36       | 2       | 2           | 0          | 0            | 0            | 0            | 0            | 36       | 2      | 2           | 0          |
| S. El Haddad          | 3        | 0       | 0           | 0          | 1            | 0            | 0            | 0            | 4        | 0      | 0           | 0          |
| D. Fila               | 10       | 2       | 3           | 1          | 0            | 0            | 0            | 0            | 10       | 2      | 3           | 1          |
| C. Gytkjær            | 28       | 2       | 0           | 0          | 1            | 0            | 0            | 0            | 29       | 2      | 0           | 0          |
| R. Haps               | 25       | 1       | 3           | 0          | 0            | 0            | 0            | 0            | 25       | 1      | 3           | 0          |
| J. Idzes              | 35       | 1       | 5           | 0          | 1            | 1            | 0            | 0            | 36       | 2      | 5           | 0          |
| J. Joronen            | 8        | -15     | 0           | 0          | 1            | -3           | 0            | 0            | 9        | -18    | 0           | 0          |
| N. Lella              | 1        | 0       | 0           | 0          | 1            | 0            | 0            | 0            | 2        | 0      | 0           | 0          |
| A. Marcandalli        | 8        | 0       | 2           | 0          | 0            | 0            | 0            | 0            | 8        | 0      | 2           | 0          |
| M. Marić              | 10       | 0       | 0           | 0          | 0            | 0            | 0            | 0            | 10       | 0      | 0           | 0          |
| H. Nicolussi Caviglia | 35       | 4       | 6           | 1          | 0            | 0            | 0            | 0            | 35       | 4      | 6           | 1          |
| G. Oristanio          | 37       | 3       | 3           | 0          | 0            | 0            | 0            | 0            | 37       | 3      | 3           | 0          |
| K. Pérez              | 16       | 1       | 4           | 0          | 0            | 0            | 0            | 0            | 16       | 1      | 4           | 0          |
| N. Pierini            | 2        | 0       | 0           | 0          | 1            | 0            | 0            | 0            | 3        | 0      | 0           | 0          |
| J. Pohjanpalo         | 20       | 6       | 1           | 0          | 0            | 0            | 0            | 0            | 20       | 6      | 1           | 0          |
| I. Radu               | 15       | -18     | 0           | 0          | 0            | 0            | 0            | 0            | 15       | -18    | 0           | 0          |
| A. Raimondo           | 9        | 0       | 0           | 0          | 1            | 0            | 0            | 0            | 10       | 0      | 0           | 0          |
| R. Sagrado            | 3        | 0       | 1           | 0          | 1            | 0            | 0            | 0            | 4        | 0      | 1           | 0          |
| J. Schingtienne       | 16       | 0       | 2           | 0          | 1            | 0            | 0            | 0            | 17       | 0      | 2           | 0          |
| F. Stanković          | 16       | -23     | 1           | 0          | 0            | 0            | 0            | 0            | 16       | -23    | 1           | 0          |
| M. Šverko             | 16       | 1       | 3           | 0          | 1            | 0            | 1            | 0            | 17       | 1      | 4           | 0          |
| M. Svoboda            | 16       | 1       | 2           | 0          | 1            | 0            | 0            | 0            | 17       | 1      | 2           | 0          |
| J. Yeboah             | 33       | 1       | 6           | 0          | 0            | 0            | 0            | 0            | 33       | 1      | 6           | 0          |
| F. Zampano            | 24       | 1       | 5           | 0          | 1            | 0            | 0            | 0            | 25       | 1      | 5           | 0          |
| A. Zerbin             | 18       | 1       | 4           | 0          | 0            | 0            | 0            | 0            | 18       | 1      | 4           | 0          |